# Bäckaskogs kloster

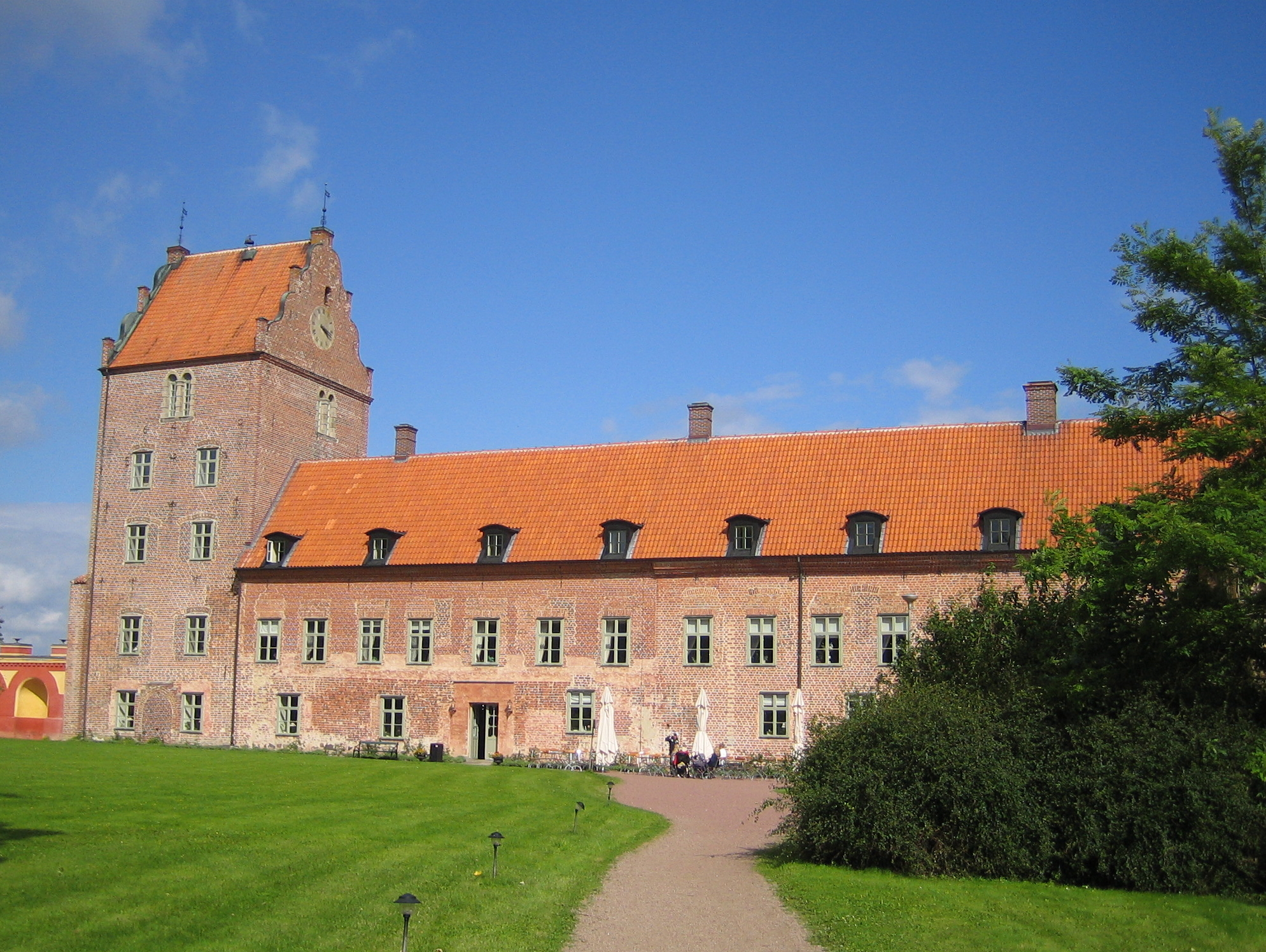
Nutidens Bäckaskogs slott.

Bäckaskogs kloster var ett kloster i nuvarande Kiaby socken i Kristianstads kommun i Skåne. Klostret tillhörde Premonstratensorden, som ägde flera kloster i Skåneland.
Klostret upprättades efter det att premonstratenserklostret i Vä bränts ner 1213. Munkarna flyttade till en plats mellan Ivösjön och Oppmannasjön, som på medeltiden förbands av en bäck. Mellan de två sjöarna upprättade de ett nytt kloster, som ägnades till jungfru Maria och fick namnet Bäckaskog.
Efter reformationen 1536 ombildades klostret till Bäckaskogs slott av familjen Ramel. Där bodde det främst munkar, så sent som 1547. Av de ursprungliga klosterbyggnaderna är kyrkan från slutet av 1200-talet bevarad som klostrets norra flygel. Delar av slottets västra flygel, inklusive köket, härstammar också från klostertiden.